# Ciudadanía rusa

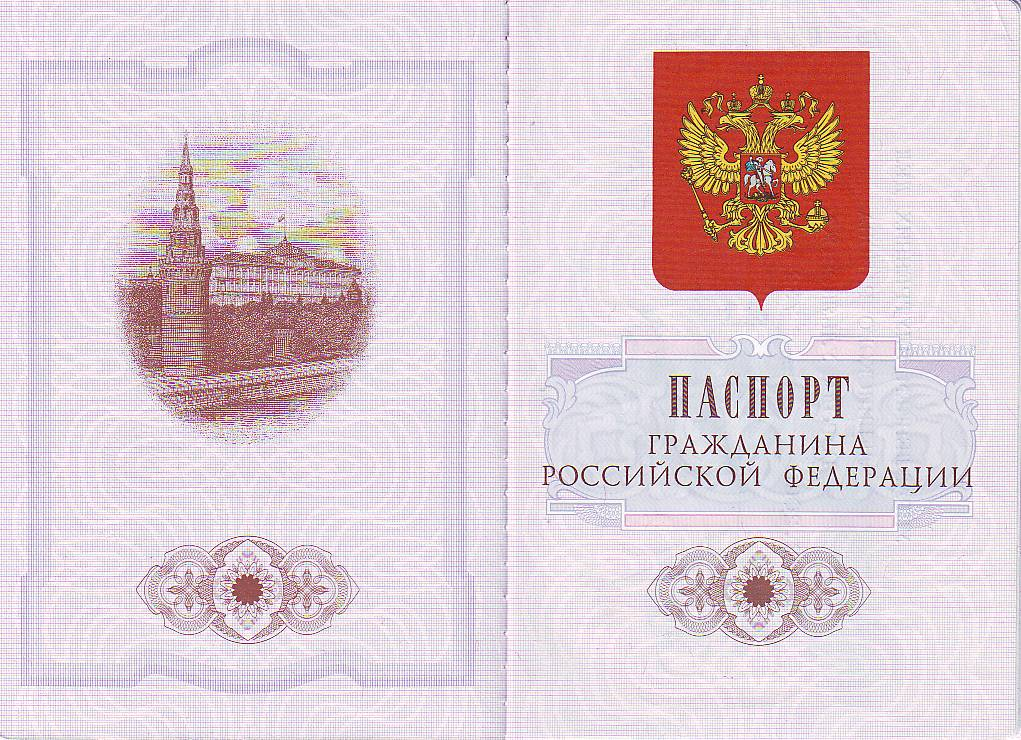
Pasaporte ruso con el escudo de Rusia.

La ciudadanía rusa es el vínculo jurídico de una persona física con la Federación de Rusia, según el cual el individuo disfruta de unos derechos y el Estado puede imponerle el cumplimiento de obligaciones y deberes. Está regulada por la Ley Federal sobre la Ciudadanía, aprobada el 31 de mayo de 2002. Los rusos utilizan la palabra «ciudadanía» en tanto que su Constitución Política define un estado multinacional. Está basada en el principio del ius sanguinis y puede adquirirse en una serie de supuestos.

## Terminología
En idioma ruso existe una distinción entre los ciudadanos de Rusia, llamados «compatriotas» o rossiyane (en cirílico, россияне) y las personas de etnia rusa, llamadas «pueblo ruso» o rússkie (русские). Por lo tanto, aquellos que han recibido la ciudadanía rusa a través de la naturalización se convierten en «ciudadanos» independientemente de su origen étnico o lengua materna. No existe un término equivalente a rossiyane en otros idiomas, excepto en idioma alemán (russländisch). La creación de la palabra rossiyane se atribuye al científico Mijaíl Lomonósov en el siglo XVIII, mientras en la Unión Soviética se acuñó el término «pueblo soviético».
La Constitución de Rusia usa la fórmula «nosotros, el pueblo multinacional de la Federación de Rusia» en su preámbulo. Los ciudadanos de Rusia tienen reconocido el derecho a declarar voluntariamente su propio origen étnico. Según el censo federal de 2010, en Rusia conviven 194 grupos étnicos.

## Historia
Desde la proclamación del Zarato ruso en 1547, la actual Rusia se ha definido siempre como un estado multinacional. La palabra rossiyane es la más utilizada para definir la ciudadanía rusa. Y si bien fue reemplazada por pueblo soviético durante la Unión Soviética (1922-1991), después de la disolución de la URSS se ha recuperado el término original. La RSFS de Rusia fue una república más de la Unión Soviética hasta 1991.
La Declaración de Soberanía Estatal de la RSFS de Rusia de 1990 recuperaba la figura de la ciudadanía de Rusia en su artículo 11. El texto fue adoptado por el Sóviet Supremo de la RSFS de Rusia en noviembre de 1991, cuatro meses después se introdujeron algunos cambios para adaptarla al contexto de disolución soviética, y finalmente el texto entraría en vigor a partir del 6 de febrero de 1992.
Entre 1991 y 2002, la Ley de Ciudadanía reconocía como ciudadanos rusos a todos los soviéticos con residencia permanente en Rusia hasta el 6 de febrero de 1992, así como a los militares rusos en el extranjero, y daba un año de plazo para renunciar voluntariamente a la nacionalidad. En 1999, y a pesar de la oposición presidencial, la Asamblea Federal aprobó una enmienda en el artículo 11 para que todos los ciudadanos soviéticos y sus descendientes pudiesen ser reconocidos como «compatriotas» salvo si adoptaban otra nacionalidad. Dicho artículo fue revocado con efecto retroactivo tres años después.
La actual Ley de Ciudadanía de 2002 fue aprobada por el presidente Vladímir Putin. El texto en vigor equipara a los ciudadanos de estados postsoviéticos con el resto de extranjeros en cuanto a naturalización, e imponía una serie de condiciones como conocimientos de idioma, ausencia de antecedentes y demostración de ingresos legales.

## Adquisición
La ciudadanía rusa se puede adquirir por los siguientes preceptos, basados en el ius sanguinis:
1. Por descendencia.
2. Por naturalización.
3. Por recuperación de ciudadanía.
4. Otros aspectos contemplados en la Ley de Ciudadanía.

La ciudadanía por descendencia se basa en el ius sanguinis y depende de la nacionalidad de los progenitores. Si ambos son rusos, o uno es ruso y el otro apátrida, el nacido la obtendrá independientemente del lugar de nacimiento. En cambio, si es hijo de ruso y extranjero, el nacimiento debe haberse producido dentro de la Federación Rusa. Y en el caso de que ambos progenitores sean extranjeros, podrá optar siempre que su país de origen no le garantice la ciudadanía. De lo contrario, se acoge a naturalización.
Los extranjeros residentes y casados con un ruso podrán solicitar la nacionalidad por matrimonio después de tres años.

## Naturalización
Una persona mayor de 18 años y en plena capacidad de obrar puede solicitar la naturalización cumpliendo los siguientes requisitos:
- Residir legalmente en Rusia durante al menos cinco años sin interrupciones. Para la restauración de la ciudadanía el plazo se reduce a tres años.
- Dominar el idioma ruso.
- Demostrar una fuente legal de ingresos.
- Presentar solicitud ante el organismo competente del estado extranjero de origen. Si hay tratado de doble nacionalidad o la renuncia es imposible por causas ajenas a la voluntad del solicitante, este trámite no será necesario.
- Juramento o promesa a la Constitución y el código legal federales.

Quedan excluidas de la naturalización todas aquellas personas que sean consideradas una amenaza para el estado de derecho, incluyendo antecedentes penales y miembros de ejércitos extranjeros.
La doble nacionalidad está reconocida en el código legal ruso, dando preferencia a la ciudadanía rusa en territorio de la Federación salvo en los casos estipulados por los tratados internacionales. Además, el proceso está simplifcado para ciudadanos en seis supuestos, entre ellos la población que tuvo nacionalidad soviética y/o pertenece a estados postsoviéticos.
Hay tres excepciones que permiten reducir a un año el proceso de naturalización si el aspirante:
- Cuenta con logros destacados en la ciencia, tecnología y cultura, o bien posee conocimientos cualificados de interés para la Federación Rusa.
- Ha obtenido derecho de asilo.
- Ha sido reconocida como refugiado según las leyes federales.

De acuerdo con el artículo 89 de la Constitución, el presidente de Rusia tiene potestad para resolver cuestiones relativas a la ciudadanía rusa. Durante el mandato del presidente Vladímir Putin hubo casos conocidos como el deportista estadounidense Vic Wild (2012), el actor francés Gérard Depardieu (2013) y la cantante uruguaya Natalia Oreiro (2021).